# ليدفيل (كولورادو)
ليدفيل (بالإنجليزية: Leadville, Colorado)‏ هي مدينة تقع في مقاطعة ليك بولاية كولورادو في الولايات المتحدة. تأسست عام 1877، تبلغ مساحتها 2.86 (كم²)، وترتفع عن سطح البحر 3094 م، بلغ عدد سكانها 2602 نسمة في عام 2010 حسب إحصاء مكتب تعداد الولايات المتحدة وتصل الكثافة السكانية فيها 910.5 نسمة/كم2.

## أعلام
- جون ماثيس